# Тоомемягі

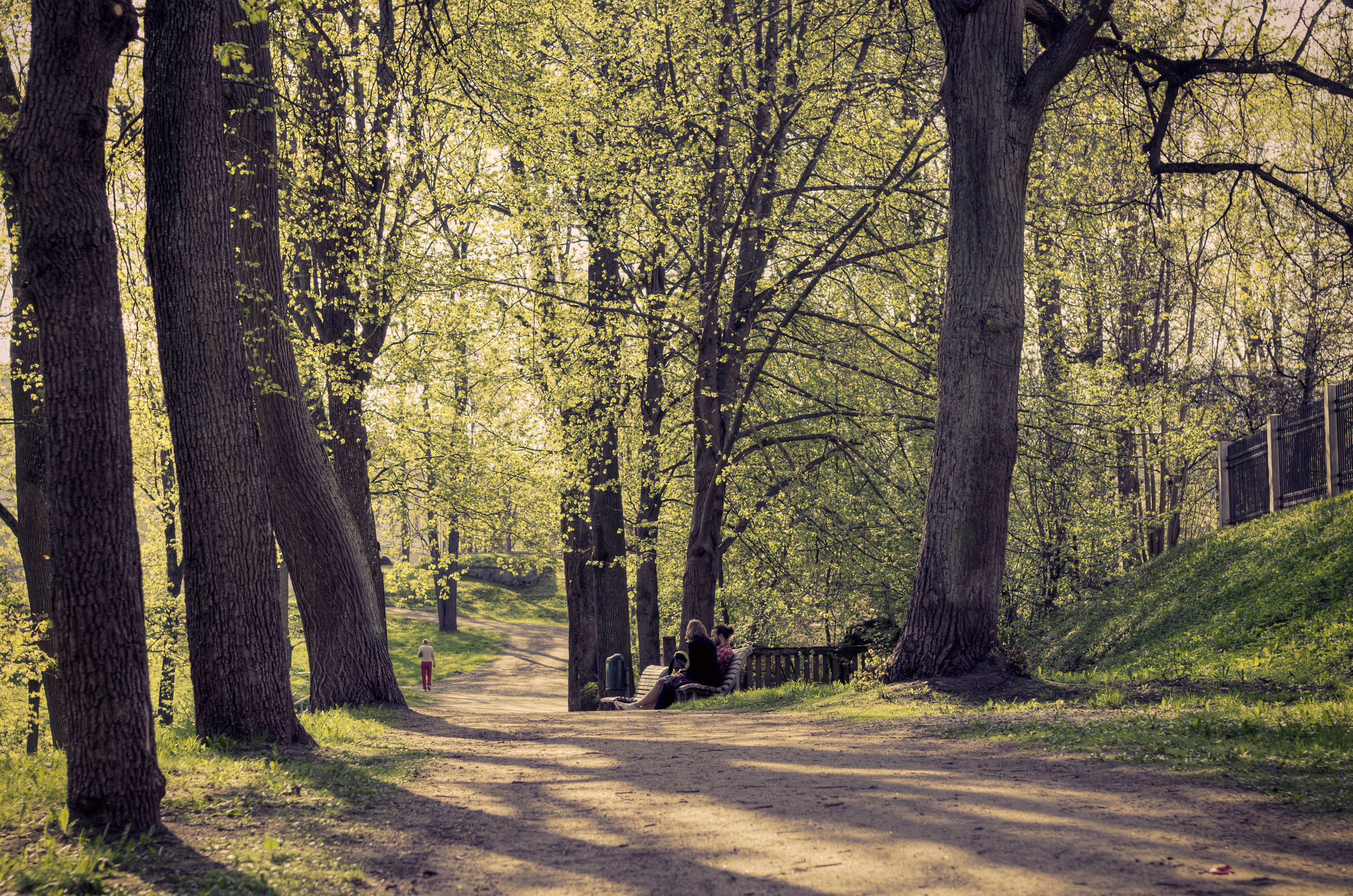
Тоомемягі

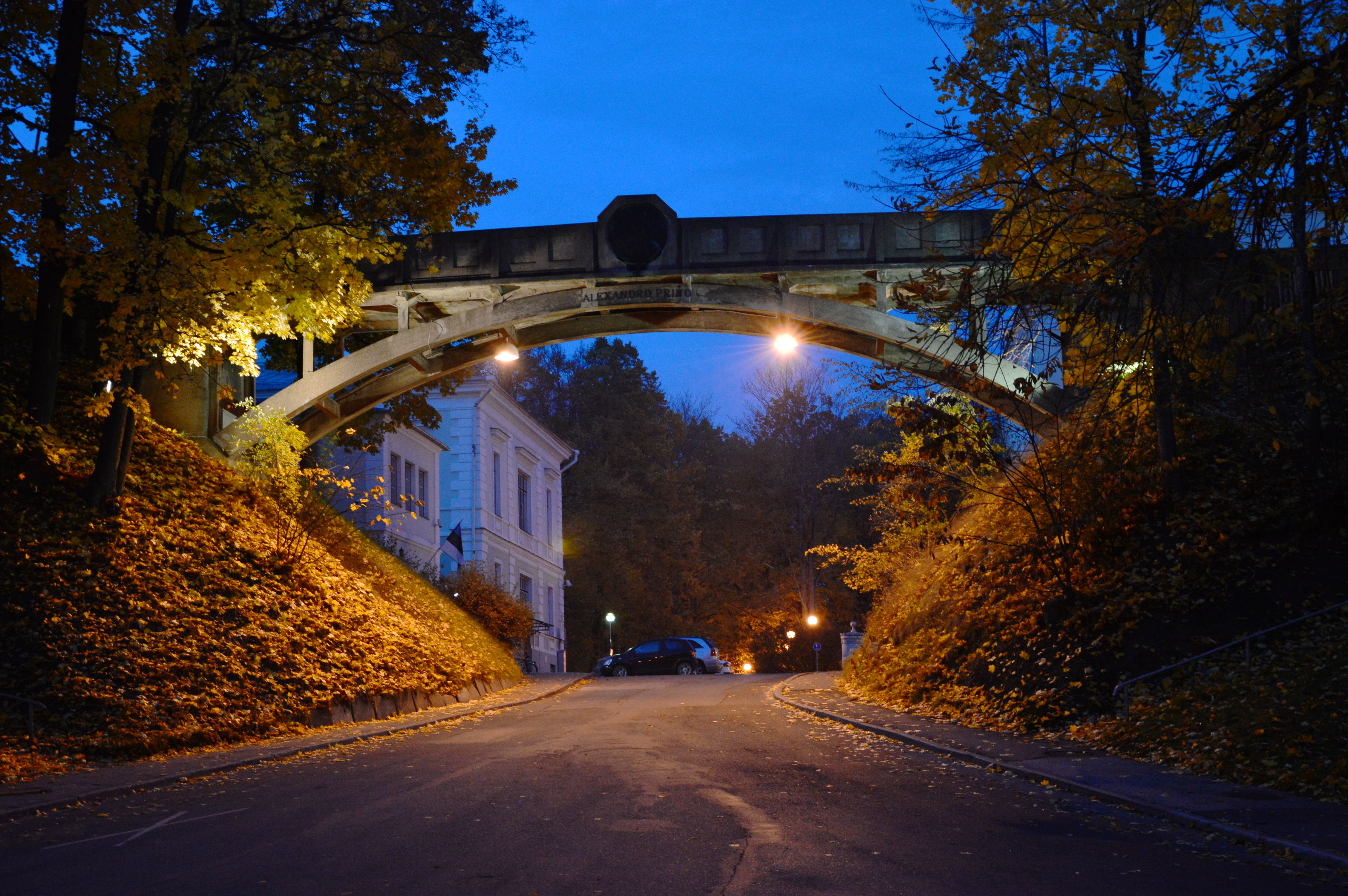
Курадісільд

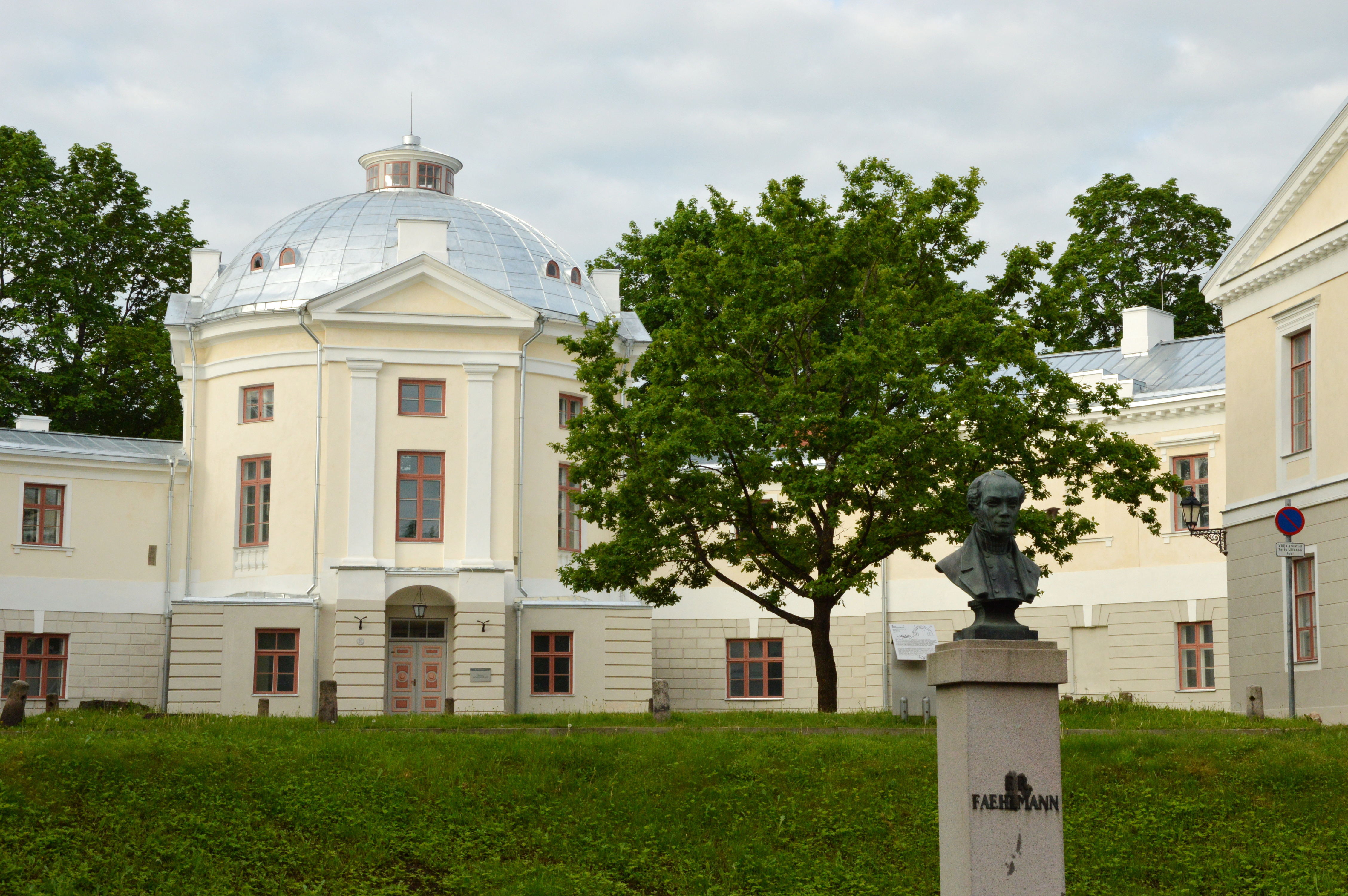
Анатомічного театр

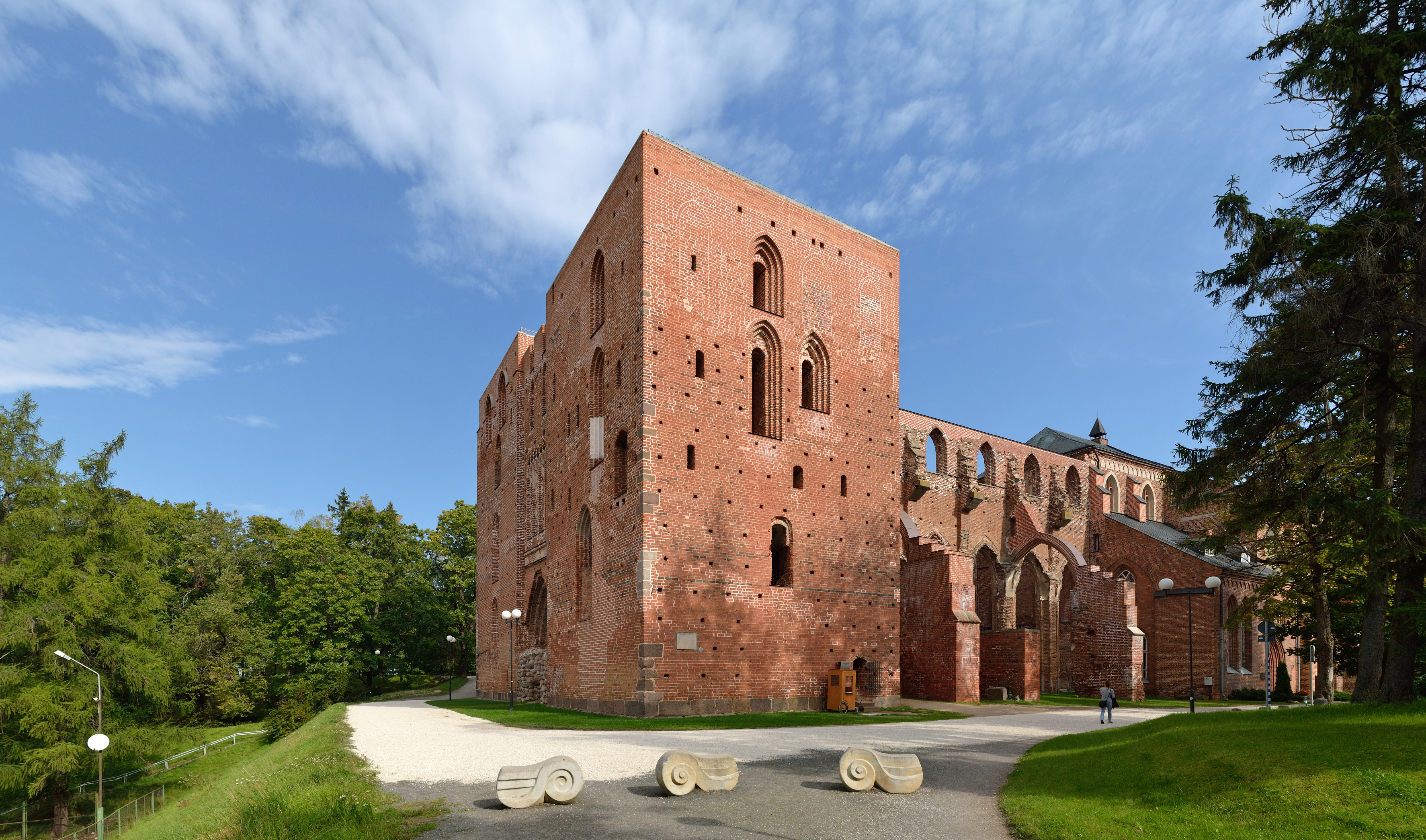
Домський собор

У перекладі з естонської Тоомемягі означає «Домська гора». Однак цей пагорб не є горою в прямому сенсі слова. Це коса, яка утворилася з післяльодовикових відкладень піску і гравію. Висота пагорба над рівнем моря становить 66 метрів.
Пагорб Тоомемягі, або, як повелося називати його в XIX столітті на німецький манер, Домберг — подарував університету імператор Павел I.
Перший ректор університету Г. Паррот, університетський архітектор І. Краузе і директор наукової бібліотеки К. Моргенштерн вирішили розбити на Домберзі відкритий для всіх парк, де б знаходилися також деякі університетські будівлі.
За задумом передбачалося розбити парк в англійському стилі, з посадками, близькими до природного ландшафту. З будівель першою спорудили університетську ротонду, далі головний корпус університету і обсерваторію. Поблизу збереженої частини руїн, які залишилися від Домського собору, розмістили університетську бібліотеку. Під керівництвом архітектора І. Краузе в 1850 році тут були посаджені перші дерева. Найімовірніше, саме з цього часу ведуть відлік своїх років найдавніші дерева парку — листяні породи і сосни, яким вже понад 200 років.
Пагорб Домберг належить до числа охоронюваних державою культурно-історичних об'єктів (див. Державний вісник Естонії: 1995).
Багато століть тому Домберг був центром древнього поселення. Пізніше тут же знаходився замок — резиденція Тартуського єпископа. Після Північної війни, коли разом з розвитком стрілецької зброї відпала необхідність у фортечних спорудах, тутешні бастіони втратили своє оборонне значення. Частину кам'яної кладки використовували при спорудженні будинків, залишки руїн, з метою безпеки городян, закопали. Таким чином, мальовничий рельєф пагорба сформувався в основному в кінці XVIII століття. Втративши у війнах і пожежах свою колишню велич, Домберг використовувався в той час переважно під випас худоби. Але вже на початку XIX століття тут сформувався центр духовного життя Тарту, що включає відкритий парк з мальовничими алеями і містками, а також наукову бібліотеку, будівлі Анатомічного театру, обсерваторії і університетської клініки.
На Домберзі знаходиться велика кількість пам'ятників, а також будівель, які представляють архітектурно-історичну цінність: колишній Домський собор (нині музей історії Тартуського університету), обсерваторія, старий Анатомікум, будівля Верховного суду Естонії, Ангельський і Чортів містки. На ангельському містку, що є своєрідними воротами Домберга, зустрічає напис на латині «Otium reficit vires» («Відпочинок відновлює сили»).
У парку знаходиться Жертовний камінь, який, як припускається, зберігся з давніх часів, коли на Тоомемягі знаходився священний дубовий гай. Тут естонці, мабуть, влаштовували різні культові церемонії. Жертовний камінь знаходиться на місці колишнього ставка з гротом, який був тут ще до початку минулого століття. Про це нагадує Місток Зітхань, який веде на Гірку Поцілунків. Грот і гірка були виконані з руїн кутової вежі міської стіни. Гірка Поцілунків — одне з улюблених місць прогулянок молодих людей. Щодо цього місця склався звичай, що дійшов і до наших днів ще з довоєнної історії. Згідно з цим звичаєм, випускні бали студентів закінчувалися прогулянкою на Гірку Поцілунків.
До парку відноситься Кассітооме — колишній піщаний кар'єр, який нині озеленений. Парк разом з Кассітооме займає площу в 15,6 га, будучи, таким чином, найбільшим парком Тарту.